# لويس ماركس
لويس ماركس (بالإنجليزية: Louis Marx)‏ هو مخترِع أمريكي، ولد في 11 أغسطس 1896 في بروكلين في الولايات المتحدة، وتوفي في 5 فبراير 1982 في وايت بلينس في الولايات المتحدة.